# Minmose (sumo sacerdote)
Minmose ("Nacido de Min") fue el sumo sacerdote de Anhur durante el reinado de Ramsés II.

## Biografía

### Familia
Fue hijo del también sumo sacerdote de Anhur Hori y su esposa Inty. Minmose estaba bien conectado pues también era cuñado del chaty del norte Rahotep I. Minmose estaba casado con Buia llamada Jat-Nisu y su hija Huneroy estaba casada con el chaty Rahotep II.

### Carrera
Minmose sucedió a su padre Hori como chambelán de las deidades Shu y Tefnut, y como sumo sacerdote de Anhur. El centro de culto estaba en Tinis. Anteriormente, Nebuenenef había ocupado el cargo de sumo sacerdote y cuando fue nombrado sumo sacerdote de Amón, entonces, el cargo de sumo sacerdote de Anhur fue otorgado al padre de Minmose, Hori.

## Monumentos
Monumentos donde aparece Minmose:
- Estatua de granito con sistro (Cairo CGC 1203).[2] El texto identifica a Minmose como sumo sacerdote de Anhur e hijo de Hori e Inty.
- Estatuilla, Galería de Arte y Museo de Brighton.[2][3]
- Mesa de ofrendas de granito negro de Mesheij[2] (Cairo CGC 23095). Las inscripciones mencionan a la esposa y los padres de Minmose.
- Capilla de la tumba en Abidos.[2]
- Shabtis de Minmose de Abidos.[2] Los textos mencionan a la esposa de Minmose, Jat-Nisu, y un hijo (sin nombre) que aparece como segundo sacerdote de Anhur.
- Estatuilla de basalto de Abidos[2] (dos fragmentos). Inscrita para el sumo sacerdote de Anhur Minmose.
- Vaso votivo para el chaty Rahotep.[2]
- Fragmentos de vasijas de ofrendas en la 'Tumba de Osiris'.[2] Minmose es mencionado como sumo sacerdote de Anhur y como profeta de Maat. El texto menciona a su padre Hori.
- Estatua de bloque de granito de Mesheij[2] (Cairo CGC 548). Minmose tiene el título de portador del abanico. El frente de la estatua muestra una diosa con cabeza de leona.